# Thibouville
Thibouville és un municipi francès situat al departament de l'Eure i a la regió de Normandia. L'any 2007 tenia 258 habitants.

## Demografia

### Població
El 2007 la població de fet de Thibouville era de 258 persones. Hi havia 87 famílies de les quals 12 eren unipersonals (4 homes vivint sols i 8 dones vivint soles), 33 parelles sense fills, 34 parelles amb fills i 8 famílies monoparentals amb fills.
La població ha evolucionat segons el següent gràfic:
Habitants censats

### Habitatges
El 2007 hi havia 117 habitatges, 92 eren l'habitatge principal de la família, 20 eren segones residències i 5 estaven desocupats. Tots els 117 habitatges eren cases. Dels 92 habitatges principals, 78 estaven ocupats pels seus propietaris, 10 estaven llogats i ocupats pels llogaters i 3 estaven cedits a títol gratuït; 1 tenia una cambra, 3 en tenien dues, 13 en tenien tres, 25 en tenien quatre i 49 en tenien cinc o més. 60 habitatges disposaven pel capbaix d'una plaça de pàrquing. A 37 habitatges hi havia un automòbil i a 46 n'hi havia dos o més.

## Economia
El 2007 la població en edat de treballar era de 158 persones, 123 eren actives i 35 eren inactives. De les 123 persones actives 113 estaven ocupades (64 homes i 49 dones) i 10 estaven aturades (6 homes i 4 dones). De les 35 persones inactives 10 estaven jubilades, 14 estaven estudiant i 11 estaven classificades com a «altres inactius».

### Ingressos
El 2009 a Thibouville hi havia 100 unitats fiscals que integraven 272 persones, la mediana anual d'ingressos fiscals per persona era de 18.344 €.

### Activitats econòmiques
Dels 8 establiments que hi havia el 2007, 1 era d'una empresa de fabricació d'altres productes industrials, 4 d'empreses de construcció, 2 d'empreses de comerç i reparació d'automòbils i 1 d'una empresa classificada com a «altres activitats de serveis».
Dels 5 establiments de servei als particulars que hi havia el 2009, 1 era un taller de reparació d'automòbils i de material agrícola, 2 paletes, 1 fusteria i 1 lampisteria.
L'any 2000 a Thibouville hi havia 13 explotacions agrícoles que ocupaven un total de 522 hectàrees.

## Equipaments sanitaris i escolars
El 2009 hi havia una escola elemental integrada dins d'un grup escolar amb les comunes properes formant una escola dispersa.

## Poblacions properes
El següent diagrama mostra les poblacions més properes.